# Југоносталгија
Југоносталгија је носталгија за временима кад је постојала Југославија.

## Манифестације
Она обухвата манифестације које су углавном везане за Социјалистичку Федеративну Републику Југославију (СФРЈ), као и за постхумни култ личности њеног доживотног председника - маршала Ј. Б. Тита. Неки од примера југоносталгије су прославе Дана младости 25. маја, „ходочашћа“ у Кумровец и Кућу цвећа и оснивање мноштва интернет страница посвећених СФРЈ. Поред Суботице је чак основана симболична „4. Мини Југославија“ са свим некадашњим симболима, која представља југоносталгичарску туристичку дестинацију. Битан део југоносталгије је и југословенска поп и рок сцена 1980-их.

## Објашњења
Југоносталгија је још увек недовољно истражена социолошка појава новијег датума. Она је присутна међу једним делом становништва земаља насталих распадом СФРЈ и њихове дијаспоре.
Неки југоносталгију објашњавају наглим променама у друштву, проналазећи њене узроке у идеализовању економске, културне и безбедносне ситуације у СФРЈ, као и у некритичком односу према негативним појавама из периода од 1945. до 1991. Или је везују за друге појаве као што су оптимизам сећања и жал за младошћу. Ипак, поред постојања опште носталгије за „старим добрим временима“, ту је присутна и посебна југословенска носталгија за некада великом државом СФРЈ, црвеним пасошем са којим се слободно путовало по свету и бољим стандардом живота, стварним или идеализованим.